# Heinz (Sänger)
Heinz Burt (* 24. Juli 1942 in Detmold; † 7. April 2000 in Southampton, Hampshire, England) war ein englischer Sänger und Musiker.

## Leben
Nachdem er im Alter von sieben Jahren nach England gekommen war, begann er 1960 als Bassgitarrist bei den Tornados, die zuerst als Begleitgruppe von Billy Fury in Erscheinung traten. Zudem arbeiteten sie im Tonstudio des Musikproduzenten Joe Meek. Dieser benutzte die Gruppe dazu, seine Vorstellungen von „Weltraummusik“ zu verwirklichen. Das daraus entwickelte Instrumentalstück Telstar (benannt nach dem ersten amerikanischen Fernsehsatelliten Telstar) verkaufte sich als Single 1962 über fünf Millionen Mal.
1963 trennte sich Heinz, wie er meist angekündigt wurde, auf Meeks Initiative hin von den Tornados und begann eine Solokarriere. Meek sorgte auch für dessen neues Erscheinungsbild als „the wildest man of pop“. Heinz – inspiriert von dem Film Village of the Damned – färbte sich die Haare platinblond und trat teilweise in enger Lederkleidung auf.
Gleich die zweite Single 1963 wurde der größte Erfolg. Just Like Eddie, eine Hommage an Eddie Cochran und geschrieben von dem Songwriter und Komponisten Geoff Goddard, erreichte Platz 5 der britischen Hitparade. Die Langspielplatte Tribute To Eddie erreichte 1964 Platz 12 der LP-Charts.
Zu Heinz’ Begleitgruppe, den Outlaws, gehörten unter anderem Chas Hodges, Mike Berry und Mick Underwood. Ritchie Blackmore, der seinerzeit ebenfalls bei Meek angestellt war, spielte die Leadgitarre.
1966 trennte sich Heinz von Meek, der sich am 3. Februar 1967 erschoss, nachdem er zuvor seine Vermieterin im Streit erschossen hatte. Heinz spielte in einigen TV-Serien und Spielfilmen mit, und 1971 wurde die neu gegründete Pub-Rock-Band Dr. Feelgood kurzzeitig seine neue Begleitband. 1973 spielte er sich selbst in der Revue The London Rock and Roll Show, ebenso 1991 in der englischen Fernsehdokumentation The Strange Story of Joe Meek.
Burt war zweimal verheiratet, aus seiner 15-jährigen Ehe mit Della Burke ging ein Sohn, Simon Burt, hervor. Später litt Heinz an einer Motoneuron-Krankheit, verbrachte einige Zeit im Rollstuhl und starb im April 2000.
Seine Heimatstadt Eastleigh nannte eine Straße nach ihm („Heinz Burt Close“).

## Diskografie
Singles

| Jahr | Titel Album                | Höchstplatzierung, Gesamtwochen, AuszeichnungChartsChartplatzierungen (Jahr, Titel, Album, Platzierungen, Wochen, Auszeichnungen, Anmerkungen) | Anmerkungen |
| Jahr | Titel Album                | UK | Anmerkungen |
| ---- | -------------------------- | --- | ----------- |
| 1963 | Just Like Eddie –          | UK5 (15 Wo.)UK |             |
| 1963 | Country Boy –              | UK26 (9 Wo.)UK |             |
| 1964 | You Were There –           | UK26 (8 Wo.)UK |             |
| 1964 | Questions I Can’t Answer – | UK39 (2 Wo.)UK |             |
| 1965 | Diggin’ My Potatoes –      | UK49 (1 Wo.)UK |             |